# Skåneland

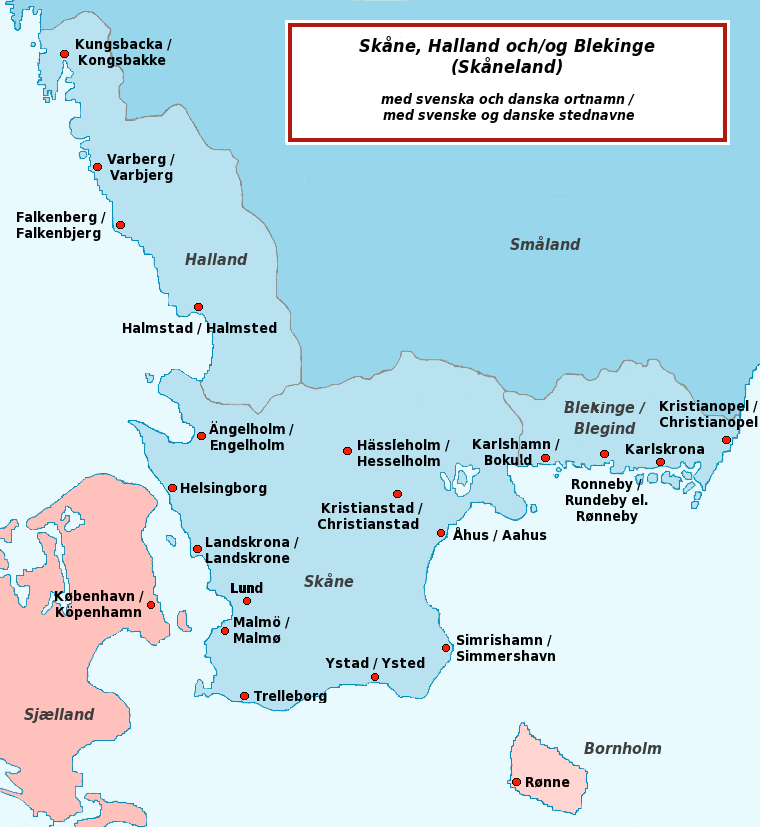
Skåneland: die historischen Provinzen Skåne, Halland und Blekinge.

Skåneland ist eine vor allem um 1900 gebräuchliche Bezeichnung für eine historische Einheit von Landschaften im heutigen Südschweden. In der deutschen Geschichtswissenschaft heißen sie Übersundische Provinzen, also den Provinzen jenseits des Öresunds. Historiker schwedischer Sprache sprechen von Skånelandskapen oder de skånska landskapen (Schonische Provinzen), die dänische zusammenfassende Bezeichnung ist Skånelandene (Schonische Lande). In poetischer Sprache dient Skåneland im Schwedischen auch als Umschreibung für Schonen (Skåne).
Skåneland umfasst diejenigen Provinzen, in denen von Anfang des 13. Jahrhunderts bis 1683 das Schonische Recht galt. Im Frieden von Roskilde 1658 musste Dänemark diese wichtigen Provinzen an Schweden abtreten: Schonen (Skåne), Halland und Blekinge. Auch Bornholm gehörte dazu und fiel ebenfalls an Schweden, gelangte aber schon zwei Jahre später durch den Frieden von Kopenhagen wieder an Dänemark.
Der Begriff Skåneland ist eine Ableitung aus lateinisch Terra Scaniæ und wurde erstmals 1868 von dem Geschichtsprofessor Martin Weibull in seiner Zeitschrift Samlingar till Skånes historia (Sammlungen zur Geschichte Schonens) verwendet. 1903–1923 erschien dann die Historisk Tidskrift för Skåneland (Historische Zeitschrift für Skåneland).